# Spisak epizoda serije Kralj šamana

Mangu Kralj šamana napisao je i ilustrovao Hirojuki Takei. Prva anime adaptacija emitovala se 2001. godine, i samo je delimično pratila mangu jer je završena pre nje. Druga anime adaptacija, emitovana 2021. godine, pokriva sva poglavlja iz mange, ali za razliku od prve, nije sinhronizovana na srpski jezik. 

## Spisak epizoda

### Prva adaptacija (2001)

##### Specijali
Za razliku od ostalih epizoda iz prve adaptacije, specijali nikada nisu sinhronizovani ni na engleski ni na srpski jezik. 
| Бр. еп. | Наслов                                     | Премијера        |
| --- | ------------------------------------------ | ---------------- |
| 1 | (ザ・ドキュメント オブ シャーマンファイト) | 1. јануар 2002.  |
| Manta, Ren i Rju su u Joovoj kući, i Manta predlaže da gledaju video koji je napravio. Scene na video traci su kompilacije klipova od 1. do 24. epizode. Momci celu noć komentarišu Mantin dokumentarac, ali se onda Jo seti da je obećao Ani da će zajedno otići u hram. Jo stiže na vreme i njih dvoje odlaze da daju novčani dar hramu, ali Ana laže da je zaboravila novčanik kako bi ga kaznila što je umalo zaboravio na njihov sastanak. |                                            |                  |
| 2 | (友情のかたち)                             | 2. октобар 2002. |
| Mikihisa vrši naraciju nad kompilacijom klipova iz prvih 38 epizoda. |                                            |                  |
| 3 | (愛のかたち)                               | 2. октобар 2002. |
| Ponći i Konći vrše naraciju nad kompilacijom klipova iz prvih 48-49 epizoda. Na kraju epizode vidimo Haa koji razmišlja šta će dalje. |                                            |                  |
| 4 | [ 5 ]                                      | /                |
| Ovaj specijal je više povezan sa mangom i sastoji se iz kratkih „epizoda“. U prvoj Ana šalje Joa u prodavnicu. Jo je tužan što nema para da kupi novi CD svog omiljenog pevača, Boba. Na kasi primećuje da mu je Ana dala više para, pa ih on koristi da kupi njen omiljeni CD. Međutim, Ana ga već ima. Druga epizoda se vrti oko festivala Tanabata, a treća prati Mantu koji je tužan nakon što je Jo otišao u Ameriku. U četvrtoj vidimo Anu i Joa kako u šetnji naleću na pet figura iz japanske mitologije, pa Jo mašta o tome kako bi izgledale kada bi prohodale (prikazani likovi su iz Takeijeve prve mange Butsu Zone). U petoj epizodi, odnosno poslednjoj, Jo, Manta i Ana slave kraj 1999. godine. |                                            |                  |
| 5 | (哀しみのかたち ~葉王伝説~)                | 24. јул 2003.    |
| Ovaj specijal pokazuje seriju iz Haove perspektive, ali je isto samo kompilacija klipova. |                                            |                  |

### Druga adaptacija (2021)
| Бр. еп. | Наслов                                  | Редитељ                  | Сценариста    | Премијера           |
| --- | --------------------------------------- | ------------------------ | ------------- | ------------------- |
| 1 | (幽霊と踊る男)                          | Naoto Hašimoto           | Šođi Jonemura | 1. април 2021.      |
| Hao Asakura, moćni šaman, reinkarnirao se kao jedan od dva blizanca. Odmah po rođenu, njegova porodica je bila spremna da ubije oba deteta kako bi zaustavila tu reinkarnaciju. Ali, Haov odani duh mu pomaže da se izvuče. Drugo dete, Jo, biva pošteđeno ali Hao se kune da će se vratiti po svoju „drugu polovinu“. Trinaest godina kasnije, Manta Ojamada, koji je odlučio da iskoristi groblje kao prečicu, naleće na Joa koji ga upoznaje sa duhovima na groblju. Manta, uplašen, beži kući. Sutradan, u školi, Manta govori svojim prijateljima šta se desilo. Oni mu, naravno, ne veruju. Čas počinje, i razredni predstavlja novog studenta, Joa Asakuru. Jo se, međutim, pravi kao da ne poznaje Mantu, pa ovaj odlučuje da će dokazati da duhovi postoje. Odlučuje da prati Joa, ali Jo provodi ceo dan gledajući u reku. Manta potom odlazi na groblje gde je upoznao Joa, ali ga tamo napada Rjuova banda. Videvši njegove rane, Jo odlučuje da prizna sve i odvlači Mantu na groblje kako bi rešio problem sa Rjuom. Tamo se spaja sa Amidamaruom, duhom samuraja čiji je grob Rju polomio. Rju biva poražen, i Jo pita Amidamarua da mu bude duh. Amidamaru odbija, objašnjavajući mu da ne može da napusti grob jer čeka nekoga. Manta i Jo potom odlaze u muzej gde se nalazi Amidamaruov mač i tamo upoznaju duha, Mosukea. Mosuke je bio slavan kovač i Amidamaruov prijatelj. Mosuke krivi sebe što je Amidamaru poginuo i sramota ga je što je pustio da njegov mač zarđa. Jo se spaja sa Mosukeom i popravlja mač, odnoseći ga te večeri Amidamaruu. Iako Mosuke nije lično došao da ga vidi, Amidamaru je zadovoljan mačem i odlučuje da prihvati Joovu ponudu. |                                         |                          |               |                     |
| 2 | (もう一人のシャーマン)                  | Jošicugu Kimura          | Šođi Jonemura | 8. април 2021.      |
| Manta naleće na Tao Rena, opasnog šamana iz Kine koji, uprkos tome što već ima duha, želi Amidamarua. On govori Jou da su duhovi oruđe, i da dobrom oruđu treba dobar majstor. Jo, međutim, govori da mu je Amidamaru prijatelj i da se šamani i duhovi međusobno pomažu, ne koriste. Izbija borba. Ren na početku pobeđuje, ali Jo uspeva da mu zada dovoljno jak udarac na kraju. Mada, Jo završava u bolnici, gde otkriva Manti da je došao u Tokio kako bi se spremio za Šamansku borbu. U tom trenutku ulazi Ana, Joova verenica i trener. |                                         |                          |               |                     |
| 3 | (アンナと道 潤)                         | Fumio Ito                | Šođi Jonemura | 15. април 2021.     |
| Ana govori Jou da će morati da trenira na njen način ako planira da pobedi u Šamanskoj borbi. Jo se na početku protivi, ali shvata da će bez Aninih treninga verovatno poginuti u toku turnira. Malo kasnije, Manta, Ana, Jo i Amidamaru odlaze u bioskop da gledaju akcioni film u kome glumi poznati majstor borilačkih veština, Li Pajron. Iako je film bio dobar, Ani je čudno što im je neko poslao besplatne karte. U tom trenutku se pojavljuje Đun Tao, Renova starija sestra koja ima sposobnost da kontroliše đangšije (zombije). Njen đangši je niko drugi do Li Pajron. Saznajemo da je Tao porodica ubila Pajrona pre mnogo godina i dala njegovo telo njoj kao poklon. Koristeći talismane, Đun kontroliše Pajrona. Naređuje mu da napadne Joa koji nije poneo svoj mač. Manta beži u sred borbe kako bi mu našao oružje. Naleće na Rjua koji je poznat po tome što koristi drveni mač. Manta se vraća prekriven modricama ali sa mačem u ruci. Jo uspeva da skine talisman sa Pajrona koji, obuzet besom što mu je Tao porodica oduzela sve, napada Đun. Jo joj skače u pomoć, ali ne uspeva da ga smiri. Ana odlučuje da prizove Pajronovog pokojnog učitelja, Šamona. Iako umro u dubokoj starosti, Šamon uspeva da ga savlada i smiri. Uprkos svemu, Pajron ostaje uz Đun i njih dvoje odlaze. |                                         |                          |               |                     |
| 4 | (ベストプレイス)                        | Masahiro Takata          | Šođi Jonemura | 22. април 2021.     |
| Oterana sa groblja, Rjuova grupa traži novo „Najbolje mesto“. Završavaju u napuštenoj kuglani gde Rjua zaposeda duh zvan Tokagero. Rju je primoran da otme Mantu i ode kod Joa jer Tokagero želi da ubije Amidamarua, samuraja koji ga je ubio pre 600 godina. Amidamaru ga se ne seća, što još više ljuti Tokageroa. On preti da će ubiti Mantu, i to Amidamaruovim mačem. Uprkos tome što mu je taj mač dragocen, Amidamaru i Jo ga uništavaju. Očajan, Tokagero preti da će ubiti Rjua, ali Jo mu nudi svoje telo. Tokagero prihvata, govoreći da će ga ubiti čim ga zaposedne, ali dirnut Joovom dobrotom, odustaje od svog plana. Rju kolapsira, ali ovo iskustvo budi njegove šamanske moći. |                                         |                          |               |                     |
| 5 | (オーバーソウル！)                      | Kazuomi Koga             | Šođi Jonemura | 29. април 2021.     |
| Zvezda koja označava početak šamanske borbe obasjava noćno nebo. Silva, jedan od zvaničnika, odlazi da testira Joa. Govori mu da će se kvalifikovati za preliminarne borbe ako uspe da mu zada jedan udarac u datom roku. Jo se spaja sa Amidamaruom, ali ta tehnika mu ne pomaže. Silva mu kroz celu borbu suptilno pokazuje da mora da spoji svog duha sa nekim predmetom. Jo u tili čas to i radi, formira Oversoul i zadaje Silvi tačno jedan udarac. Silva ga takođe uči da svaki šaman ima određenu količinu šamanske moći, odnosno Furjoku. |                                         |                          |               |                     |
| 6 | (葉ホロホロ！)                          | Roko Ogivara             | Šođi Jonemura | 6. мај 2021.        |
| Počinju preliminarne borbe. Jo mora minimum dvaput da pobedi da bi nastavio dalje. Njegov prvi protivnik je Ainu zvani Horohoro. Ana šije Jou uniformu, i njih dvoje, zajedno sa Mantom, odlaze na mesto borbe. U toku meča, Horohoro otkriva razlog zašto hoće da postane Kralj šamana; želi da stvori ogromnu poljanu punu podbela gde bi živeli Koropokuru, duhovi prirode čiji dom je ugrožen zbog sve veće urbanizacije. Njegov duh. Kororo, je takođe Koropokuru. Jo pobeđuje u meču, ali njih dvojica postaju prijatelji. Horohorova sestra, Pirika, nije toliko srećna zbog toga. |                                         |                          |               |                     |
| 7 | (そんな勇気)                            | Juki Morita              | Đin Tanaka    | 13. мај 2021.       |
| Joov sledeći protivnik je Johan Faust VIII, nekromanter iz Nemačke koji koristi kosture kao svoj medijum. Njegov duh je Eliza, njegova pokojna žena. Čak i pre borbe, Silva moli Anu da povuče Joa iz meča jer je Faust u svojoj prvoj borbi ubio svog protivnika. Ana odbija, govoreći da Jo mora da prođe kroz sve poteškoće ako namerava da postane Kralj šamana. Faust isprva izgleda fin, ali pokazuje svoju jezivu stranu kada otme Mantu i secira ga. Jo, koji je vazda opušten, postaje besan i nekontrolisano napada Fausta, gubeći dosta Furjokua pre borbe. Pošto se bore na groblju, Faust diže mnoštvo kostura, terajući Joa da nastavi da troši svoj Furjoku. Jo u jednom trenutku vređa Faustovu ženu, pa i sam Faust gubi kontrolu. Jo gubi sav Furjoku i zvanično gubi meč, ali Faust nastavlja da ga napada. Spašava ga Ren, ali ne zato što mu je stalo, već zato što mu je Jo sledeći protivnik. |                                         |                          |               |                     |
| 8 | (進化)                                  | Šotaro Kitamura          | Fumihiko Šimo | 20. мај 2021.       |
| Manta i Jo obojica završavaju u bolnici. Mantini roditelji, koji su uspešni poslodavci, ga kude što se uopšte druži sa spiritualnom osobom. Mantu to ljuti, pa on odlazi kod Joa u sobu da vidi kako je. Kako bi ga poštedeo dalje opasnosti, Jo mu govori da ne želi da više budu prijatelji i odlazi natrag kući u Izumo. Manta se sprema da ode na studije u Ameriku, ali sreće Rjua. Govori mu šta se desilo i koliko ga boli što više nema Joa. Rju ga nagovara da zajedno odu u Izumo i popričaju sa njim. Tamo ih dočekuje Tamao, učenica Asakura porodice koja ima sposobnost predviđanja. Njeni duhovi, Ponći i Konći, su joj tog jutra rekli da „niski i visoki“ dolaze da povrede Joa. Ona misli da su to Manta i Rju, pa ih napada. Ana je zaustavlja, otkrivajući da su je Ponći i Konći prevarili. Jo u međuvremenu je poslat u pećinu u kojoj ni zvuk ni svetlost ne ulaze. Jomei, njegov deda, mu je rekao da šaman prvo mora da „umre“ da bi postao jači. Stoga, Jo mora da prepešači celu pećinu, bez vode, hrane i svojih čula. Jo uspeva i dočekuju ga Ana, Tamao i Manta. |                                         |                          |               |                     |
| 9 | (葉蓮 再び！)                           | Jošicugu Kimura          | Šođi Jonemura | 27. мај 2021.       |
| Meč između Rena i Joa počinje. Jou je ovo poslednja šansa da se kvalifikuje, a Ren želi da mu se osveti. U međuvremenu, Đun odlazi kod njihovog oca, Ena i moli ga da oslobodi Rena porodičnih dužnosti. Govori mu da je Ren dobro dete i da mora da se liši mržnje. Ljut njenim rečima, En je zatvara u tamnicu. Ta mržnja koju je pominjala se vidi u Renovim napadima, ali on u toku borbe uviđa da mu Joova opuštenost, koja ga je isprva nervirala, u stvari prija. Obojica gube Furjoku u isto vreme i Goldva, poglavarka sela Pač (koje nadgleda Šamansku borbu), govori da obojica idu dalje. |                                         |                          |               |                     |
| 10 | (炎の夜)                                | Masahiro Okamura         | Đin Tanaka    | 3. јун 2021.        |
| Horohoro se takođe plasirao dalje, pa on, Ren, Manta i Tamao odlaze da slave u Joovoj i Aninoj kući. Ren potom govori Jou da mora nešto da reši kod kuće i odlazi za Kinu. Sutradan, Jo i Tamao se vraćaju iz nabavke kada ih napadaju šamani-rokeri zvani braća BoZ. Oni svojom pesmom šalju Amidamarua, Ponćija i Konćija u „raj“. Rju i Tokagero se iznenada pojavljuju i spašavaju ih. Braća se povlače, ali pominju svog gospodara, Haa. |                                         |                          |               |                     |
| 11 | (男二人)                                | Takeši Tomita            | Fumihiko Šimo | 10. јун 2021.       |
| Ren i njegov duh Bason stižu u Kinu. En im pruža „toplu dobrodošlicu“ i šalje armiju đangšija da ih napadne. Ren ih savladava, ali ga En nadjačava i baca u tamnicu gde je Đun. Bason uspeva da pobegne na vreme i vraća se u Japan, gde moli Joa da pomogne njegovom gospodaru. Jo, Horohoro, Rju i Manta odlaze u Kinu. En ih dočekuje tako što šalje pet veoma jakih đangšija. Horohoro i Rju govore Jou da će ih srediti, pa Jo nastavlja dalje do tamnice. Uspeva da oslobodi Rena i Đun. Svo troje se vraćaju gore gde su Horohoro i Rju. Saznajemo da je jedan od đangšija Pajronov pokojni učitelj, Šamon. Momci ne uspevaju da ga savladaju, pa ih Đun i Pajron spašavaju. Družina potom odlazi u sobu gde je En. |                                         |                          |               |                     |
| 12 | (蓮円 道の終焉)                         | Akihiro Nagao            | Šođi Jonemura | 17. јун 2021.       |
| Momci su šokirani kada vide da je En veličine džina. Svi zajedno ga napadaju, ali bezuspešno. Tek nakon nekoliko neuspelih pokušaja shvataju da je Enovo telo u stvari Oversoul. Đun i Ren su šokirani jer je njihov otac oduvek bio toliki. Ren mu govori da želi da ide svojim putem, što veoma ljuti Ena. Nakon što izgubi svoj Oversoul, En, koji sada izgleda normalno, pokazuje družini da su njegovi duhovi preci Tao porodice. Objašnjava im da Tao porodice nikome ne veruje jer su u prošlosti bili terani čim više nisu bili korisni. En potom formira Oversoul oblika zmaja, ali i opet biva zaustavljen. Jo i ostali potom upoznaju Renovu i Đuninu majku i njihovog dedu. Sutradan, En daje Renu mač koji je generacijima u Tao porodici. |                                         |                          |               |                     |
| 13 | (そしてハオ！)                          | Haru Šinomija            | Šođi Jonemura | 24. јун 2021.       |
| Pošto je sledeća runda Šamanskog turnira u Americi, Jo i ostali odlaze na aerodrom. Tamo upoznaju Haa, misterioznog šamana koji govori Jou da treba da postane jači. Potom se svi, uključujući i Haa, ukrcavaju u avion sela Pač. Nakon nekoliko sati letenja, Goldva obaveštava sve šamane da je avion u stvari Oversoul i da će dalje morati sami da se snalaze. Avion iznenada nestaje. Hao koristi svog duha da odleti dalje, a Joova grupa jedva uspeva da sleti. Rju koristi svoj Oversoul „Veliki Palac“ da autostopira, i Amerikanac zvani Bili ih vozi do obližnjeg grada. Tamo upoznaju Liliraru, vidarku iz Seminoa plemena čija je dužnost da pokaže šamanima istinu o selu Pač. Ona zaposeda Joovu družinu duhovima Seminoa ratnika koji su poginuli u prošloj šamanskoj borbi. Družina ovim putem saznaje da je Seminoa ratnike ubio Pačevac koji izgleda isto kao Silva, ali ima Haovog duha. Osim što vide njihove uspomene, momci osećaju sav bol koji je misteriozni Pačevac naneo Seminoa ratnicima kad ih je ubio. Uprkos tome, oni nastavljaju da se vraćaju tamo. Lilirara je prijatno iznenađena njihovom upornošću, pa ih sa osmehom pušta da idu dalje. |                                         |                          |               |                     |
| 14 | (リゼルグ・リベンジャー)                | Roko Ogivara             | Đin Tanaka    | 1. јул 2021.        |
| Družina upoznaje Lizerga Ditela, šamana iz Engleske kome je Hao ubio roditelje. On je u potrazi za jakim saveznicima, pa odlučuje da napadne Joovu grupu kako bi je testirao. Jo ne želi da se bori, ali Horohoro i Ren prihvataju izazov. Međutim, Lizerg ih nadjačava i uništava njihove medijume. Jo još uvek ne želi da se bori protiv njega, ali ga Lizerg svejedno napada. Jo uništava njegov medijum (klatno), ali Lizerg potom vadi kristalno klatno i napada svim što ima. Jo na sekund pokazuje svoj bes što podseća Lizerga na Haa. Lizerg gubi, ali Jo odlučuje da mu pruži šansu. |                                         |                          |               |                     |
| 15 | (歯車のかみあう時)                      | Satoši Saga              | Fumihiko Šimo | 8. јул 2021.        |
| U Japanu, Jomei vodi Anu u Asakura hram i govori joj istinu o Hau. Saznajemo da je Hao bio moćan onmjođi koji je savladao svih pet elemenata i naučio tajnu reinkarnacije. Jomei daje Ani Haovu knjigu čini („Ćo Senđi Rjakecu“) i govori joj da mora da je odnose Jou. Upozorava je da knjigu čuvaju dva Haova šikigamija. Tamao, koja je sve prisluškivala, uzima knjigu i slučajno cepa pečat. Šikigamiji ih napadaju, ali ih Ana savladava. U međuvremenu, u Americi, Horohoro se odvaja od grupe kako bi snoubordovao. U jednom trenutku skače sa litice misleći da će mu Kororo pomoći da sleti, ali u tom trenutku saznaje da je ona nestala (Kororo je ljubomorna što je Horohoro nazvao Lizergovog duha, Morfinu, slatkom). Horohoro se budi u kući Blubel Blok. Ona je rendžer koji daje sve od sebe da čuva prirodu. Govori Horohorou da u šumi ima jedan medved koji joj je mnogo dragocen i koga često napadaju lovci. Horohoro odlazi da nađe tog medveda. Uspeva da ga smiri, ali tom trenutku medveda ubijaju lovokradice. Besan, Horohoro ih napada ali ne ubija. |                                         |                          |               |                     |
| 16 | (ウルトラリーゼントによろしく)          | Masahiro Takata          | Takeši Furuta | 15. јул 2021.       |
| Horohoro se vraća družini i svi zajedno odlaze do ruševina za koje veruju da je selo Pač. Međutim, ruševine su postale turističko mesto, pa Jo i ostali odlučuju da razgledaju okolo u slučaju da ima neki tajni ulazi. Tada ih napada broj Haovih pristalica, među kojima je Boris Cepeš Drakula. Horohoro komentariše da Jamada, Borisov partner, izgleda više kao vampir od njega. Boris ubija Jamadu, šokirajući Joovu družinu. Boris potom napada i njih. Koristi svog duha Balmura da „povampiri“ Lizerga. Saznajemo da je Balmuro u stvari bio lovac na vampire koji je dobrovoljno postao Borisov duh jer ga je grizla savest što je ubio njegove roditelje. Amidamaru uspeva da dopre do Balmura i on odlučuje da se povuče iz borbe. |                                         |                          |               |                     |
| 17 | (天使のピストル)                        | Šotaro Kitamura          | Đin Tanaka    | 22. јул 2021.       |
| Boris nastavlja da ih napada, ali ga blokira Rju. Priča potom odlazi malo u prošost, i vidimo Rjua kako moli Jomeija da ga trenira. Starac na početku odbija, ali ga Rjuova uporonost tera da se predomisli. Rju (i Tokagero) potom završava na dnu jedne planine. Jomei mu govori da mora da se popne na vrh prateći tok reke. Rjua u procesu odnosi bujica i napadaju duhovi meštana koji su živeli uz tu reku. Rju i Tokagero uspevaju da dođu do vrha gde mu Jomei govori za legenedu o Oroćiju. Priča se potom vraća u sadašnjost, i Rju koristi Oversoul oblika Oroćija da pobedi Borisa. Jo potom prilazi Borisu kako bi saznao neke informacije o Hau, ali vampira ubija Marko, kapetan grupe . Ova grupa ima za cilj da uništi Haa, to je njihova pravda. |                                         |                          |               |                     |
| 18 | (グレート・スピリッツ そしてマイチーム) | Takahiro Tanaka          | Šođi Jonemura | 12. август 2021.    |
| Pri ulasku u selo Pač, družina ugledava Veliku Dušu i pada u nesvest. Um im se puni uspomenama celog sveta, pa se jedan po jedan bude u bolovima. Doduše, Ren uspeva da gleda direktno u Veliku Dušu, povećavajući time svoj Furjoku. Nakon što se svi probude, družina sreće Čokolava, šamana i „komičara“ iz Amerike koji želi da im se pridruži. Na početku ga odbijaju, pogotovo Ren koga nerviraju njegove šale; ali im Čokolav objašnjava da je sledeća faza Šamanske borbe turnir, i da svi šamani moraju da se podele u tročlane grupe. Ren, Horohoro i Čokolav postaju jedna grupa, a Rju i Jo se udružuju sa Faustom jer je Lizerg nestao. Kasnije saznajemo da se pridružio grupi . |                                         |                          |               |                     |
| 19 | (黒いジャガー)                          | Jošicugu Kimura          | Fumihiko Šimo | 19. август 2021.    |
| Turnir se održava na nenaseljenom ostrvu nedaleko od Tokija. Prvi meč čine Renov tim (nazvan The Ren) i jedan od Haovih timova, tim Cući-Gumi. Ren dopušta Čokolavu da se sam bori protiv braće BoZ, ali nakon što ih porazi, Pejote (vođa tima) koristi njihova tela kao medijume. Ne želeći da ih ubije, Čokolav odbija da ih ponovo napadne. |                                         |                          |               |                     |
| 20 | (チョコラブのクリスマス)                | Takuma Suzuki Juto Umino | Takeši Furuta | 26. август 2021.    |
| Čokolav uporno pokušava da dođe do Pejotea, ali bezuspešno. Priseća se svoje prošlosti kada je bio ubica i član bande Shaft. Pošto su mu roditelji ubijeni na Božić, Čokolav je napadao i čak ubijao porodice u to doba godine. Jednog takvog dana, nakon što je ubio oca koji je nosio poklon svojoj deci, Čokolav upoznaje starca zvanog Oronu. Čokolav puca u njega, ali ga zaustavlja starčev duh-jaguar, Mik. Orona uspeva da smiri Čokolava kroz humor, i ubrzo nakon toga Čokolav napušta bandu i odlazi da uči šamanizam kod Orone. Njegova banda ubija starca, ali im Čokolav na to odgovara humorom. U sadašnjosti, Čokolav uspeva da nasmeje Pejoteove duhove i Renov tim pobeđuje. |                                         |                          |               |                     |
| 21 | (アイアンメイデン・ジャンヌ)            | Haru Šinomija            | Šođi Jonemura | 2. септембар 2021.  |
| Sledi runda između i tima Najls. Marko i Džejn prepuštaju bitku Lizergu, ali on ne uspeva da ubije protivnike jer njegov duh, Morfina, zaustavlja napad. Marko krivi Lizerga za neuspeh, pa umesto njega Džejn stupa u ring. Ona izlazi iz svoje Gvozdene lejdi i drži govor protivnicima. Kada Najlsi odbiju da prime njenu pravdu, ona priziva svog duha Šamaša i ubija ih. |                                         |                          |               |                     |
| 22 | (あなたとならどこまでも)                | Juki Morita              | Đin Tanaka    | 9. септембар 2021.  |
| Jo, Rju i Faust su savladali Haovu knjigu čini koju je Ana donela u Ameriku. Noć pred njihovu bitku sa timom Ajsmen, Jo govori da će ih poraziti jednim udarcem. To nervira ne samo njegove protivnike, već i Rena koji se odvaja od grupe. Prilazi mu Hao i nudi mesto u svom timu, ali ga Ren napada. Sledećeg dana, tim Funbari banja (Joov tim) i tim Ajsmen stupaju u borbu. Faust oblikuje svoj novi Oversoul, „Mafisto E“ i time pokazuje koliko je Joov tim napredovao. |                                         |                          |               |                     |
| 23 | (葉力)                                  | Keisuke Nišiđima         | Fumihiko Šimo | 16. септембар 2021. |
| Joov tim pokazuje svoje nove moći, ali uprkos jučerašnjem hvalisanju, pokazuju poštovanje prema svojim protivnicima. Jo ih dokrajčuje, ali nakon toga postaju prijatelji. Nakon borbe, Jo odlazi da poseti Lizerga. |                                         |                          |               |                     |
| 24 | (正義に一番必要なもの)                  | Roko Ogivara             | Takeši Furuta | 23. септембар 2021. |
| Lizerg je zahvalan i dirnut što je Jo došao da ga poseti, ali ostatak tima nije tako srećan. Oni opkoljuju Joa, ali Džejn ih zaustavlja. Nudi Jou da im se pridruži, ali Jo je odbija, govoreći joj da ne voli što ubijaju ljude. Sutradan, nakon što tim Hana-Gumi pobedi tim T-Prodakšn, Haov tim (tim Hoši-Gumi) stupa u borbu sa . Tim odmah priziva svoje anđele, ali Hao olako ubija Min i Kebina. Poslednji član, Venstar, se takođe žrtvuje kako bi saznao šta je Haov medijum. Međutim, Hao im sam govori da koristi kiseonik. Venstar baca granatu kako bi izvukao sav kiseonik iz ringa, ali Hao samo pretvara duha Vatre u Vodu. Tim gubi, i Haov duh jede njihove duše. |                                         |                          |               |                     |
| 25 | (大陰陽師 麻倉葉王)                     | Jošicugu Kimura          | Šođi Jonemura | 30. септембар 2021. |
| Jo otkriva svojim prijateljima da mu je Hao ne samo brat već i reinkarnacija onmjođija koji je rođen pre hiljadu godina. Priča se potom vraća na scenu iz prve epizode, gde vidimo kako Jomei i Mikihisa pokušaju da ubiju oba blizanca kako bi zaustavili Haovu reinkarnaciju. |                                         |                          |               |                     |
| 26 | (幹久タイフーン)                        | Masakazu Jošimoto        | Đin Tanaka    | 7. октобар 2021.    |
| Joovi roditelji nude Tao porodici da nauče Rena tajne „Đo Senđi Rjakecua“. Renov deda prihvata, ali En Tao izaziva Joovog oca na dvoboj, govoreći mu da prvo mora da se dokaže da bi imao prava da Rena podučava. Mikihisa ga pobeđuje i odlazi do Renovog tima. Kao i svoj otac, Ren ga izaziva na dvoboj, odbijajući da ga bilo ko podučava, ponajviše Joov otac. Mikihisa ga nadjačava, ali Ren uporno nastavlja da ga napada. Horohoro i Čokolav nude da mu pomognu, ali on odbija. |                                         |                          |               |                     |
| 27 | (永遠にサヨナラ)                        | Šotaro Kitamura          | Fumihiko Šimo | 14. октобар 2021.   |
| Ren uspeva da zada Mikihisi udarac, ali svejedno gubi. Razočaran u ishod borbe, Ren pita Joovog oca zašto su njihovi roditelji ostavili sudbinu sveta deci. Mikihisa mu objašnjava da odrasli ljudi već znaju svoje granice, dok deca još uvek mogu da rastu, da jačaju. U tom momentu se pojavljuju dva Pačevca, Magna i Nihrom, koji su ujedno i Haove pristalice. Magna preti Mikihisi da će ubiti Sejram i Redseba, članove njegovog tima koji su još uvek mala deca. Mikihisa odlazi da im pomogne, a Renov tim napadaju Pejote, Tabarsi, Hang Cang-Čing. Ren uspeva da porazi dvojicu, ali ga Pejote ubija nakon što mu Nihrom otkrije da je on brat zvaničnika koga je Ren ubio za vreme kvalifikacionih borbi. U međuvremenu, Redseba i Sejram napada tim Hana-Gumi, ali im Ana, Đun i Tamao dolaze u pomoć. |                                         |                          |               |                     |
| 28 | (葉の決めた事)                          | Masahiro Takata          | Takeši Furuta | 21. октобар 2021.   |
| Besni, Horohoro i Čokolav napadaju neptijatelje, ali ih oni lako nadjačavaju, govoreći im da im imaju previše malo Furjoka. Jo im dolazi u pomoć i savladava Pejota, Tabarsija i Hang Cang-Činga jednim udarcem. Nihrom se povlači nakon što se Jou pridruže Faust i Rju. Iako doktor, Faust još uvek ne zna kako da reinkarnira ljude, pa Jo govori Manti da ode i pita lejdi Džejn za pomoć. Marko i Lizerg dovode lejdi Džejn, i ona pristaje da pomogne Renu ali uz uslov da se Jo povuče sa Šamanskog turnira. |                                         |                          |               |                     |
| 29 | ()                                      | Aja Kobajaši             | Đin Tanaka    | 28. октобар 2021.   |
| Đun i Tamao govore Ani da odvede Redsaba i Sejram na sigurno, i da će se one pobrinuti za tim Hana-Gumi. Ana pristaje, i na putu do Joa i ostalih, Redseb joj govori da želi da postane Kralj šamana kako bi pomogao Serjam koja je pre tri godine prestala da govori i pokazuje emocije nakon što je našla njihovog oca ubijenog. Objašnjava joj takođe da su uspeli da doguraju do ovde zahvaljujući moćnom Golemu koga im je njihov otac ostavio. U međuvremenu, Hana-Gumi najdačava Đun i Tamao, ali im Mikihisa dolazi u pomoć. |                                         |                          |               |                     |
| 30 | (恐山ル・ヴォワール 1)                  | Juki Šina                | Šođi Jonemura | 4. новембар 2021.   |
| Ana saznaje da se Jo povukao iz borbe, i uz suze se priseća kako su se upoznali. Kada je Jo imao deset godina, poslat je u Aomori da upozna svoju verenicu. Njegov vodič je Matamune, hiljadugodišnji duh mačke koji od Heian perioda služi Asakura porodicu. On je mudar duh, koji odmah uočava da Jo verovatno nema prijatelje. Njih dvojica stižu do svoje destinacije i sreću devojčicu koju Jo ne zna, ali koja odmah spoznaje da joj je on verenik. Prvi susret im ne prolazi baš najbolje; Ana mu govori više puta da će ga ubiti nastavi li da gleda u nju. U međuvremenu, Matamune odlazi do Kino, Joove bake i ona mu govori da Ana, Joova buduća žena, većinu dana provodi u svojoj sobi jer je „prokleta“. Joa potom napada demon, ali ga Matamune spašava. |                                         |                          |               |                     |
| 31 | (恐山ル・ヴォワール 2)                  | Fumio Maezono            | Fumihiko Šimo | 11. новембар 2021.  |
| Jo veruje da su demon i njegova verenica nekako povezani, jer mu je demon takođe rekao da će ga ubiti. On pokušava da se sprijatelji sa Anom, ali neuspešno. Jo potom odlazi da kupi suvenire, ali mu prilazi Ana koja mu govori da treba da je se kloni jer se samo loše stvari dešavaju oko nje. Pre nego što uspe da je pita šta joj to znači, iz Ane se manifestuje ogroman demon koji se probija kroz prozor prodavnice i napada ga. Vlasnik radnje izlazi sa mačem u ruci kako bi napao huligana koji mu je uništio izlog. Za razliku od Jo i Ane, on ne vidi duhove, ali shvata da se nešto natprirodno dešava. Jo uzima mač od njega i napada demona, ali demon nestaje kada se Ana prodere. Saznajemo da Ana ne može da kontroliše kada se demoni manifestuju, kao i da je ovo prvi put da je uspela da zaustavi jednog. |                                         |                          |               |                     |
| 32 | (恐山ル・ヴォワール 3)                  | Šigeki Avai              | Takeši Furuta | 18. новембар 2021.  |
| Jo i Ana se vraćaju kući i zajedno gledaju performanse njihova dva omiljena pevača, Boba i Ringo Avaje. Isprva samo ćaskaju o pesmama i o tome ko je bolji, ali razgovor ubrzo postaje ozbiljniji. Ana potvrđuje Joovu sumnju da ona može da čita misli, i otkriva mu da ne može da podnese negativne emocije i misli, i da se demoni zato manifestuju. Želeći da je razveseli, Jo joj nudi da pođe sa njim do hrama. Ana okleva jer zna da tamo ima puno ljudi i da neće moći da kontroliše svoje emocije, ali joj Jo obećava da će joj pomoći ako se išta desi. Uprkos Joovom optimizmu, Ana manifestuje ogromnog demona. Matamune im dolazi u pomoć, ali demon uspeva da otme Anu i pobegne na ukletu planinu zvanu Osore. |                                         |                          |               |                     |
| 33 | (恐山ル・ヴォワール 4)                  | Keisuke Nišiđima         | Šođi Jonemura | 25. новембар 2021.  |
| Jo i Matamune odlaze na planinu Osore. Matamune žrtvuje svoje telo da stvori mač koji može da ubija demone. Jo mu obećava da će jednog dana naučiti kako da mu vrati telo, i zadržava Matamuneov medijum, ogrlicu sa tri kandže. Demon biva uništen i Jo se sprema da ode kući. Želeći da mu se zahvali, Ana ulazi u njegov voz i govori mu da će naučiti da kontroliše svoje moći. Jo joj obećava da će postati Kralj šamana kako bi joj pomogao. |                                         |                          |               |                     |
| 34 | (王者になる方法)                        | Jošicugu Kimura          | Đin Tanaka    | 2. децембар 2021.   |
| Natrag u sadašnjosti, Džejn ispunjava obećanje koje je dala Jou, i oživljava Rena. U međuvremenu, Horohoro je razočaran u sebe što nije mogao da spasi svog prijatelja, pa se zaklinje da će postati jači. U tom trenutku, naleće na tim Ajsmen koga napadaju Broken i Bil Burton. Isprva nije siguran da li da im pomogne jer zna da je preslab, ali svejedno uskače u borbu. Njegovu hrabrost, ili pak suludost, posmatraju Kalim, Pirika i Likan, Horohorov i Pirikin otac. U jednom trenutku se čini da će pomoći svom sinu, ali na kraju na kratko nokautira Bila kako bi napravio splav i napustio ostrvo. Horohoro ostaje da se bori protiv Brokena, koristeći Ajsmenove duhove. |                                         |                          |               |                     |
| 35 | (再会の白少年)                          | Roko Ogivara             | Fumihiko Šimo | 9. децембар 2021.   |
| Horohoro uspeva da zaustavi Brokena, ali po cenu svog Furjoka. Bil se budi, ali ne stiže da napadne Horohora jer ga Lizerg i njegov nov duh, anđeo Zeruel zaustavljaju. Lizerg potom odnosi ranjenog Horohora i tim Ajsmen kod Fausta da ih izleči. Jo okuplja celu družinu u nameri da im kaže „nešto bitno” ali ga prekida Pejote, odnosno njegov veliki Oversoul. Umesto da se bore, družina odleće na Faustovom Oversoulu, ostavljajući Rjua da se pozabavi sa Pejoteom i Tabarsijem. Rju gine u toj borbi, ali ga spašava misteriozni, budistički tim Gandara. Malo kasnije, Čokolav odlučuje da poseti svoje prijatelje iz bande, ali ih nalazi mrtve. Tačnije, ubijene. Njihove ubice, Redseb i Sejram, otkrivaju Čokolavu da znaju da je on ubio njihovog oca pre tri godine. |                                         |                          |               |                     |
| 36 | (ルドセブとセイラーム)                  | Juki Morita              | Takeši Furuta | 16. децембар 2021.  |
| Redseb i Sejram koriste svog Golema da ubiju Čokolava. Jo potom stupa u borbu sa njima, nakon čega se Redseb pokaje. Međutim, Golem nastavlja da napada. Saznajemo da je njihov otac zaposeo Sejram. Jo biva ozbiljno ranjen, i što je još gore, naleće na Haa koji je spreman da unišiti Golema i Sejram u njemu. Lizerg i ostatak družine dolaze Jou u pomoć. |                                         |                          |               |                     |
| 37 | (笑いの風)                              | Šotaro Kitamura          | Šođi Jonemura | 23. децембар 2021.  |
| Uprkos tome što bi lako mogao sve da ih uništi, Hao se povlači iz borbe. Međutim, Redsebov i Sejramin otac ne odustaje. U pomoć im dolazi Čokolav, koji je u paklu dobio novog duha, Paskala. Borbu na kraju zaustavlja Ana, koja tera Redsebovog i Sejraminog oca da joj kaže kako Golem funkcioniše. Kasnije saznajemo da je Čokolav zamolio vođu Gandara da mu oduzme vid, ali ne da bi se iskupio za svoje grehe, nego da bi bolje razumeo Redseba i Sejram kojima je oduzeo oca. |                                         |                          |               |                     |
| 38 | (卒業)                                  | Masakazu Jošimoto        | Đin Tanaka    | 6. јануар 2022.     |
| 39 | (サミット)                              | Haru Šinomija            | Fumihiko Šimo | 13. јануар 2022.    |
| 40 | (不自負)                                | Fumio Maezono            | Takeši Furuta | 20. јануар 2022.    |
| 41 | (地獄めぐりあい)                        | Satoši Saga              | Šođi Jonemura | 27. јануар 2022.    |
| 42 | (大試練)                                | Cao Ji                   | Đin Tanaka    | 3. фебруар 2022.    |
| 43 | (夢の終わり)                            | Aja Kobajaši             | Fumihiko Šimo | 10. фебруар 2022.   |
| 44 | (ゆっくり話す)                          | Šigeki Avai              | Takeši Furuta | 24. фебруар 2022.   |
| 45 | (最初で最期の)                          | Jošicugu Kimura          | Šođi Jonemura | 3. март 2022.       |
| 46 | (真実の正義)                            | Keisuke Nišiđima         | Đin Tanaka    | 10. март 2022.      |
| 47 | (プラント)                              | Fumio Maezono            | Fumihiko Šimo | 17. март 2022.      |
| 48 | (これまでずっと)                        | Moe Sasaki               | Takeši Furuta | 24. март 2022.      |
| 49 | (おやすみ)                              | Juto Nakamura            | Đin Tanaka    | 31. март 2022.      |
| 50 | (フォーリンダム子)                      | Masakazu Jošimoto        | Fumihiko Šimo | 7. април 2022.      |
| 51 | ()                                      | Satohiko Sano            | Takeši Furuta | 14. април 2022.     |
| 52 | ()                                      | Haru Šinomija            | Šođi Jonemura | 21. април 2022.     |